# Llano Bonito de León Cortés Castro
Llano Bonito es un distrito del cantón de León Cortés Castro, en la provincia de San José, de Costa Rica.

## Geografía
Llano Bonito cuenta con un área de 34,1 km² y una altitud media de 1780 m s. n. m.

## Demografía
Para el año 2022, Llano Bonito cuenta con una población estimada de 1931 habitantes, y para el último censo efectuado, en 2011, Llano Bonito contaba con una población de 2111 habitantes.

## Localidades
- Cabecera: San Rafael Arriba
- Poblados: Bajo Mora, Bajo Venegas (parte), Concepción, San Francisco, San Luis, San Rafael Abajo, Santa Juana, Santa Rosa (parte).

## Transporte

### Carreteras
Al distrito lo atraviesan las siguientes rutas nacionales de carretera:
- Ruta nacional 313